# Iugula-Thor
Iugula-Thor, anche conosciuto come Iugulathor è un progetto musicale Power electronics e rumorista solista di Andrea Chiaravalli.

## Storia

### 1992-1993: Nascita dello pseudonimo e prime produzioni
Il progetto è nato nel 1992 con la pubblicazione del 12" "The Wheel Of The Process (1992, Minus Habens Records), disco che ebbe un buon successo soprattutto con il brano I.N.R.I. (Iugulans Necro Rex Insanorum). L'esordio vide la compartecipazione di Paolo Bandera e di Eraldo Bernocchi dei Sigillum S con i quali proseguì la collaborazione anche successivamente.
Pur traendo ispirazione da sonorità industrial, power electronics e power noise il progetto è influenzato da quelle sonorità thrash e speed metal, già presenti nel brano Pigskull Loudspeaker della side B di The Wheel Of The Process del 1992. Iugula-Thor fu anche uno dei primi artisti italiani ad impiegare i campionamenti dei riff metal.
Il progetto è stato sempre avvolto da mistero e curiosità, soprattutto a causa dell'uso di riferimenti esoterici a Process Church of the Final Judgment, gruppo religioso attivo negli anni '60 e '70, fondato da Mary Anne e Robert DeGrimston, alla mitologia norrena e ad Aleister Crowley, il fondatore del moderno occultismo e considerato da alcuni come la fonte di ispirazione del satanismo da cui però Iugula-Thor ha sempre preso le distanze. Altra fonte di ispirazione fu Algernon Swinburne, poeta inglese dell'epoca vittoriana la cui poesia fu molto controversa, per via dei suoi temi (sadomasochismo, pulsione di morte, lesbismo, irreligiosità).
Alcune produzioni di Iugula-Thor fino ad oggi non sono mai state pubblicate se non in forma di edizioni private, pure essendo state eseguire nel corso delle rare performance live. Va segnalata la collaborazione di Andrea Chiaravalli con l'artista performer Milo Sacchi nella realizzazione della copertina del CD Forced Flesh (1993, Minus Habens Records).
Andrea Chiaravalli, sotto lo pseudonimo Iugula-Thor, ha anche allestito una mostra personale di opere di pittura dal titolo “Esau's Birth” presso il negozio di dischi/galleria FLUXUS TWO di Milano (che attualmente ha cessato l'attività). Nel corso dell'evento venne distribuito gratuitamente il 7” omonimo con copertina bianca sigillata da una striscia di tessuto lavorato all'uncinetto sporco di sangue, oggi praticamente introvabile (Side A: In a cunt supermarket / Side B: We are ready). Il 7" riportava sul retro copertina la seguente citazione dell'artista:
(Da In a cunt supermarket / Side B: We are ready (7", Iugula-Thor))

### 1994-1997: Dalla Tesco alla Old Europa Café)
Il 7" venne poi ristampato in edizione limitata come We Are Ready (1994, AWB recordings).
Il 1994 vide la collaborazione di Iugula-Thor con l'etichetta tedesca di riferimento TESCO per la quale venne pubblicato il CD Assholes (Children Of The Supernatural, Who Shall Be Worthy? Assholes).
Nel 1995 spicca la collaborazione con uno dei padri del power electronics a livello mondiale, Mark Solotroff (Intrinsic Action, Bloodyminded, Anatomy of Habit), con cui prende forma il progetto noise Ensemble Sacrés Garçons e viene pubblicato il CD omonimo registrato nell'estate del 1994 tra Milano e New York e remixato al Bass Mind Studio di Brooklyn, sempre a New York (1995, Old Europa Cafe).
Nel 1996 si segnala la collaborazione con Paolo Bandera nello split Sshe Retina Stimulants / Iugula-Thor - Wrist (Ant-Zen 1996).
Il 1997 vede la realizzazione dell'ultimo lavoro di Iugula-Thor, prima di una lunga sosta che l'artista osserva per ragioni personali e familiari, durante la quale, tuttavia, si segnalano alcune oscure esibizioni live nel corso delle quali viene fatto uso di maschere. L'ultimo lavoro è Night! (1997, BloodLust!) vinile in formato 7" di colore blu marble le cui tracce titolano Assholes e Processcenes. Di evidente richiamo autobiografico, la seconda delle due tracce Processcenes, richiamando The Wheel of the Process del 1992, ne suggella il capitolo conclusivo.
Dal 1992 al 1997 Iugula-Thor ha pubblicato quattro album, sette singoli/EP, un CDr e due cassette, oltre ad aver partecipato a dieci compilation tra cui Hypermuseum (Minus Habens Records) nel 1993 cui partecipavano anche i Sigillum S ed Andrea Carotto dei The Sodality.
In formato video si segnalano Body Double (come Iugula Thor)- Macrocephalous Compost II (1995, Old Europa Café) e I'm Tied (Deadly Actions Live Retrospective 1994-1996 (2001, Nuit Et Brouillard ).

### 2012: Il ritorno di Iugula-Thor
L'8 aprile 2012 Iugula-Thor si è esibito live a Milano come secret guest di Sshe Retina Stimulants presso lo Spazio Concept come gruppo di supporto di Merzbow. In questa occasione Iugula-Thor utilizza per la prima volta dal vivo il basso elettrico.
Il 1º febbraio 2012 Iugula-Thor ritorna in scena partecipando alla MP3 compilation Drastic Pleasures (2012, Shinto Records) con il brano esoterico Black Mamba, 4 minuti e 38 di dark noise velenoso in cui si riconoscono in sottofondo le voci di un vero esorcismo praticato nelle isole Filippine. Curiosamente il titolo Black Mamba è poi utilizzato da William Bennet (Whitehouse) per il titolo dell'ultimo CD di Cut Hands uscito il 22 ottobre 2012. Ciò a voler quasi rivelare un punto di contatto fra gli elementi provocatori dell'immaginario dei due artisti.
Il 9 gennaio 2015 viene presentato all'ottava edizione del Destination Morgue Festival la nuova release che vede protagonisti Iugula-thor e Cronaca Nera (Adriano Vincenti della Macelleria Mobile di Mezzanotte coadiuvato da Giovanni Mori de Le Cose Bianche) dal titolo: "Abraxas Mortuary" edito su Cd-r dalla Butcher's House Production. Sempre nel 2015 prende parte al nuovo disco di L.C.B. dal titolo "Born" (CD, Old Europa Cafe) ed inizia una collaborazione con il B - Side project di quest'ultimo: Suction Melena con cui realizza "Snuff Recorded" su cassetta, collaborazione edita per Custom Body Records con materiale inedito suonato da entrambi i progetti.
Il 15 Settembre 2016 vedono l'uscita "All dreams are only Self Facials" su CD per Old Europa e la tape "Body Puzzle" per la Custom Body Records, entrambi i lavori, in collaborazione con Suction Melena, anticipano e preannunciano la partecipazione di Iugula-Thor alla Dodicesima Edizione del Congresso Post Industriale (30 Settembre 2016, Bologna).
Il 16 Settembre 2017 partecipa all'edizione del Tower Transmissions a Dresda assieme a Paolo Bandera, e per l'occasione vengono realizzate le ristampe della tape "Body Puzzle" con Suction Melena alter ego de Le Cose Bianche, e proposte le cassette realizzate da Bacteria Field del precedente live al Congresso Bolognese. Il 20 Ottobre dello stesso anno si esibisc live allo Spazio Ligera di Milano preceduto dal live di Suction Melena. Sempre con Giovanni Mori collaborerà all'album Tutti quanti sognano porno (compiuti i dieci anni) (Old Europa Cafe) che festeggia i dieci anni di attività del progetto Le Cose Bianche.